# Marco Manfredi
Marco Manfredi (Friburgo in Brisgovia, 18 settembre 1997) è un rugbista a 15 italiano, di ruolo tallonatore in forza al Benetton Treviso.

## Biografia
Nato a Friburgo in Brisgovia da madre tedesca, Manfredi iniziò a giocare in tenera età a Jesolo. Appena diciottenne, nel 2015 esordì in Eccellenza con la maglia del San Donà nell'incontro con la S.S. Lazio. Fu selezionato per la Nazionale Under-20 giocando il Sei Nazioni di categoria e il successivo Mondiale Under-20 in Inghilterra. Al termine della rassegna giovanile fu contattato dal Montpellier ad unirsi alla squadra Espoirs. Dopo due stagioni in Francia tornò in Italia al Calvisano con cui conquistò lo scudetto 2018-19 giocando e marcando una meta nella finale con il Rovigo.
Nel 2018 venne convocato dalle Zebre in qualità di permit player, giocò la partita d'esordio il 4 novembre con Cardiff RFC subentrando dalla panchina. A partire dalla stagione successiva fu promosso nella franchigia federale.

## Palmarès
- Campionati italiani: 1
Calvisano: 2018-19